# معركة دنديط
معركة دنديط (23 أغسطس 1798) هي معركة وقعت بين الحملة الفرنسية والأهالي بمركز ميت غمر، محافظة الدقهلية.

## الأحداث
أرسل نابليون أوامره إلى قومندان القليوبية الجنرال مورات لمعاونة دوجا في إخضاع إقليم المنصورة. فانتقل من بنها إلى ميت غمر في أواخر أغسطس سنة 1798، وفي وحشية المستعمر هاجم الجنرال مور بلدة (دنديط) إحدى بلاد مركز ميت غمر التي وجهت إليها تهمة الاشتراك في واقعة المنصورة واستباح جنوده القرية، وانزلوا بها وبأهلها الخراب والدمار في سبتمبر من نفس العام.
لم يستكن أهالي دنديط لهذا الإرهاب وانما قاوموا الفرنسيين مقاومة اعتبرت من المفاجآت التي لم يكن يتوقعها الغازي المغتصب، بقيادة الشيخ شاهين فاضطر نابليون بونابرت إلى إصدار أوامره إلى الجنرال («لانوس») بمساعدة الجنرال مورا على إخماد هذه الثورة والقضاء على مقاومة سكان دنديط وقد استشهد الشيخ شاهين ف ستبمر ف نفس العام. وضع الجنرال خطته الحربية لمهاجمة الوطنيين الأبطال في دنديط فتولى مورا قيادة الميمنة ولا نوس الميسرة وسار لمهاجمة الثوار الوطنيين في معاقلهم غير ان السير كان متعذر لأن الثوار قطعوا جسور الترع فغمرت المياه الأراضي مما عرقل تقدم هذه الحملة أعطى الوطنيين فرصة للتقهقر عن دنديط إلى قرية (ميت الفروماى) وهناك قاوموا الفرنسيين مستعينين بمدفعين اثنين... ثم تركوا هذه القرية إلى التلال المجاورة واخذوا في مقاومة الفرنسيين مقاومة أجبرتهم على الارتداد إلى ميت غمر.

## انتشار الثورة
لم تعد الثورة قاصرة على دنديط وحدها، ولكنها امتدت في سرعة البرق إلى مختلف البلاد وكانت كلما أخمدت في جهة ظهرت في جهة أخرى بشكل اشد وأقوى، ولقد عبر عن ذلك ريبو الفرنسي نفسه اصدق وأروع تعبير حين قال " كان الجنود يعملون على إخماد الثورة بإطلاق الرصاص على الفلاحين وفرض الغرامات على البلاد لسكن الثورة كانت كحية ذات مائة رأس كلما أخمدها السيف والنار في ناحية ظهرت في ناحية أخرى أقوى واشد مما كانت.. فكانت تعظم ويتسع مداها كلما ارتحلت من بلد إلى آخرى.
سرت نار الثورة إلى كل جهات المديرية، واشتدت هذه الثورة في بلاد البحر الصغير التي تقع بين المنصورة وبحيرة المنزلة الأمر الذي اقلق بونابرت وأفزعه، فقد كانت خطته تقوم على تأمين المواصلات بين المنصورة الصالحية وبلبيس، حتى يطمئن على حدود ممر الشرقية. وقد كتب إلى الجنرال دوجا في هذا الصدد عدة رسائل تظهر مبلغ اهتمامه بهذا القطاع الثائر.
وفي هذا الوقت كانت الحرب فوق القاعدة الصاروخيه وهي الآن أمام عزبه واصف

## دور المنزلة
وكان لهذه البلدة شأن وخطر في تلك الجهات، لما امتد في أنحائها من أسباب الثورة، ولظهور جماعة من زعماء الأهالي يحرضون الناس على مقاومة الفرنسيين، وقد برز من بينهم في تقارير القواد الفرنسيين اسم «حسن طوبار» شيخ بلدة المنزلة كزعيم للمحرضين وخصم عنيد لا يستهان به، ومدبر لحركات المقاومة في هذه الجهات.
وكان «حسن طوبار» زعيماً لإقليم المنزلة الذي سبب متاعب كثيرة للفرنسيين...
كتب ريبو يصف سكان هذه الجهات بقوله «ان مديرية المنصورة التي كانت مسرحاً للاضطرابات، تتصل ببحيرة المنزلة، وهي بحيرة كبيرة تقع بين دمياط وبيلوز القديمة، والجهات المجاورة لهذه البحيرة وكذلك الجزر التي يسكنها قوم أشداء ذوو نخوة، ولهم جلد وصبر، وهم اشد بأساً وقوة من سائر المصريين».
بدأت الحملة تتحرك على البحر الصغير من المنصورة يوم 16 سبتمبر 1798 بقيادة الجنرال (داماس ووستنج) الذين أنقذهما الجنرال دوجا، وقد زودهما بالتعليمات التي يجب ابتاعها، وفي هذه التعليمات صورة حيه لحالة البلاد النفسية ومكانة الشيخ «حسن طوبار».
تحرك الجنرال على رأس الجنود الفرنسيين، وساروا بالبحر الصغير على ظهر السفن فأرسوا ليلا على مقربة من (منية محلة دمنة) وشعر أهالي المنية باقتراب الحملة فأخلوا بلدتهم وكذلك كان الوضع في القباب الكبرى، وقد كلف الجنرال داماس مشايخ بعض القرى المجاورة ان يبلغوا أهالي القريتين ان يعودوا فإن القوة لن تنالهم بشر إذا دفعوا الضرائب المفروضة عليهم. هناك افترق القائدان، فرجع الجنرال وسنتج إلى المنصورة، ومضى داماس إلى المنزلة لإخضاعها ومعه من الجنود أكثر من ثلاثمائة جندي بأسلحتهم وذخيرتهم غير ان الجنرال دوجا وجد ان هذا العدد من الجند ليس في مقدوره القضاء على مقاومة المنزلة مما دفعه إلى أن يطلب المدد من داماس.

## المصدر
- تاريخ الجبرتي، باب عام 1213 هجرية، فصل «ربيع الأول» (الموافق أغسطس 1798 م)